# Giorgio Letta
Giorgio Letta (Avezzano, 12 dicembre 1936) è un matematico italiano.

## Biografia
Nasce ad Avezzano nel 1936, uno degli otto figli di Vincenzo Letta (uno tra i pochi della famiglia a scampare per caso, dodicenne, al Terremoto della Marsica del 1915 che uccise la madre e tutte le sorelle) e di Maria De Vincentis, figlia, quest'ultima, dell'avvocato presso il cui studio legale romano Vincenzo aveva fatto pratica dopo la laurea in legge. Tra i numerosi fratelli vi sono Gianni (giornalista e politico), Cesare (professore ordinario di storia romana all'Università di Pisa), e Maria Teresa (vicepresidente nazionale della Croce Rossa Italiana).
Laureatosi in Matematica all'Università di Pisa nel 1958, ha poi frequentato la Scuola di Perfezionamento in Matematica presso la Scuola normale superiore, conseguendo il relativo diploma nel 1959.
Dopo la laurea, è stato borsista del Consiglio Nazionale delle Ricerche all'Università di Monaco di Baviera nel 1962; nel 1965 ha ottenuto la libera docenza in Analisi matematica. Nel 1967 è divenuto professore ordinario di Calcolo delle probabilità presso l'Università di Pisa, insegnamento da lui tenuto fino al pensionamento nel 2007, anno in cui è stato nominato pure professore emerito.
È stato numerose volte visiting professor in Francia: nel 1971 a Paris VII e varie volte all'Università di Strasburgo.
Sposato con Anna Bianchi, è il padre del politico Enrico Letta ed è lo zio del dirigente d'azienda Giampaolo Letta (figlio di Gianni e amministratore delegato di Medusa Film).
Nella sua carriera di matematico, si è occupato principalmente di calcolo delle probabilità, di statistica e dei loro metodi matematici.

## Attività editoriale
È autore di vari libri e testi nell'ambito dei suoi interessi scientifici: calcolo delle probabilità, processi stocastici, e teoria della misura.
Fa parte dell'Advisory Committee della rivista Rendiconti Lincei - Matematica e Applicazioni ed è membro del Governing Board della rivista Annali di Matematica pura ed applicata.

## Riconoscimenti e affiliazioni
- Nel 1979 l'università pisana lo ha insignito dell'Ordine del Cherubino, conferito a quei docenti che hanno contribuito ad accrescere il prestigio dell'ateneo[4].
- Dal 1985 è socio nazionale dell'Accademia Nazionale delle Scienze, detta dei XL[2].
- Socio nazionale dell'Accademia Nazionale dei Lincei, Classe di Scienze fisiche, categoria Matematica, Meccanica e applicazioni, sezione Meccanica ed applicazioni matematiche[5].
- Nell'anno accademico 2007/2008, è stato insignito del titolo di professore emerito[3].

## Pubblicazioni principali
- (FR) Giorgio Letta, Mesure et intégration, Strasbourg, Université de Strasbourg, Département de Mathématique, 1969.
- Giorgio Letta, Teoria elementare dell'integrazione, collana Programma di matematica, fisica, elettronica, Torino, Boringhieri, 1976.
- (FR) Giorgio Letta, Martingales et intégration stochastique, collana Quaderni, Pisa, Edizioni della Scuola Normale Superiore, 1985.
- (EN) Giorgio Letta e Aimé Fuchs, Une introduction élémentaire au calcul stochastique de Kiyoshi Itō, Strasbourg, Université de Strasbourg, Institut de Recherche Mathématique Avancée, 1988.
- (EN) Giorgio Letta, Probability and Analysis. Held at Varenna (Como); Italy, May, 31 - June 8, 1985, a cura di Maurizio Pratelli, Berlin & Heidelberg, Springer Verlag, 1985, ISBN 978-3-540-40955-7.
- Giorgio Letta, Probabilità elementare. Compendio di teoria - Problemi risolti, collana Collana di matematica. Testi e manuali, Bologna, Editore Zanichelli, 1993, ISBN 8-808-12878-4.
- Giorgio Letta, Argomenti scelti di teoria della misura, collana Quaderni dell'Unione Matematica Italiana, Bologna, Pitagora Editrice, 2013, ISBN 88-371-1880-5.
- Giorgio Letta, Elementi di teoria dei processi stocastici, collana Quaderni dell'Unione Matematica Italiana, Bologna, Pitagora Editrice, 2016, ISBN 8-896-33621-X.